# ベルナルド (イタリア王)
ベルナルドまたはベルンハルト（伊:Bernardo, 独:Bernhard, 797年 - 818年4月17日）は、カロリング家出身のイタリア王（在位：810/3年 - 818年）。イタリア王ピピンの庶子。

## 生涯
810年に父ピピンが死去した後、祖父カール大帝のアーヘンの宮廷に引き取られ、イタリアの統治はカール大帝の側近アーダルハルトに委ねられた。その後、ベルナルドはカール大帝によりフルダ修道院に送られたものの間もなく呼び寄せられ、812年にはイタリアの統治をまかされ、翌813年には正式にイタリア王としての地位を与えられた。814年、カール大帝は死去し、単独皇帝となった叔父ルートヴィヒ1世は改めてベルナルドのイタリア王としての地位を認めた。しかし817年、ルートヴィヒは「帝国整序令」において、自らの長男ロタールを共同皇帝とし、次男、三男をそれぞれアクイタニアおよびバイエルンの王とすることを定めたが、この中でベルナルドの存在は無視され、ベルナルドが統治するイタリアはロタールの帝国の下に置かれることとなった。この決定に不満であったベルナルドは叔父ルートヴィヒ1世に対して反乱を起こしたが鎮圧され、ベルナルドは目をえぐられる刑を受け、それがもとで818年死去した。
息子ピピンはヴェルマンドワ伯となり、男系子孫は12世紀始めまで同伯を継承した（ヴェルマンドワ家）。